# Wenckheim család

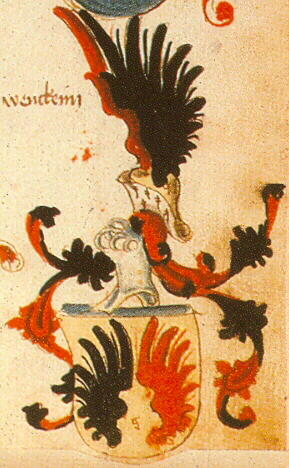
A Wenckheim család címere

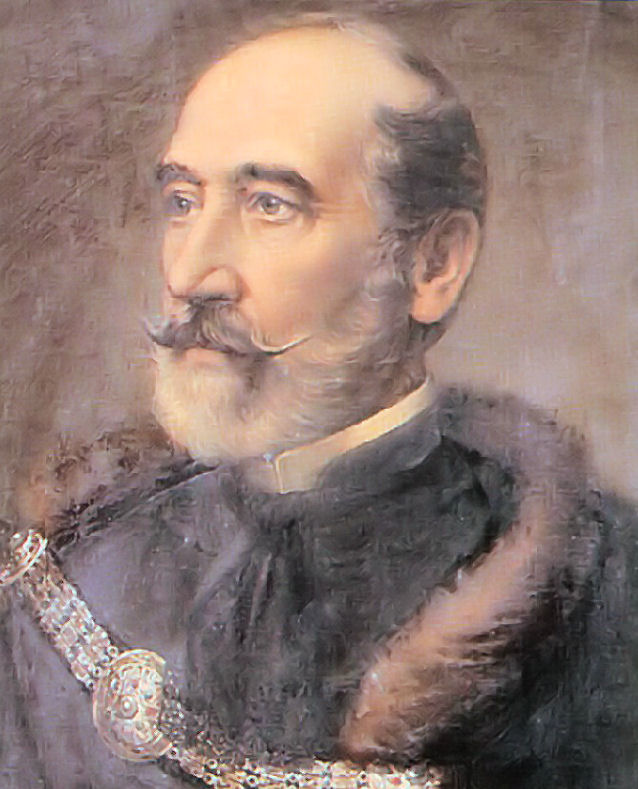
Wenckheimi báró Wenckheim Béla (1811-1879) magyar politikus, miniszterelnök..

A Wenckheim család a Wenck: birtok székhelyet, a heim: pedig oda valót jelent. A család eredetileg osztrák polgári származású volt, de később bárói és grófi rangra is szert tettek. Ez utóbbi két ág 1776 és 1802 között jutott el Magyarországra. A família tagjai politikusként és kultúrmérnökként jeleskedtek, elsősorban az akkor oly szükségessé vált vizek lecsapolásának munkálataiban vették ki részüket.
A család a Németországi Hund törzsből származtatja magát. Az ősi fészek a thüringeni erdő mellett volt. A 16. században élt ismert őseik: Wenck János apát, Wenck Henrik, a máltai rend nagymestere, Wenck János (1683–1711), grazi orvos. Fiai közül Wenck József Ágost (†1748), aki 1717-ben vette fel a Wenckheim  nevet (Ő volt I. Wenckheim József). Ugyancsak állami szolgálatban, alsó-ausztriai kancellárként lett a nemesség megszerzője. Jó házasságot kötött, amikor 1730-ban feleségül vette az ugyancsak frissen nemesített Harruckern János György lányát, Mária Cecíliát. 1748-ban, apósához hasonlóan, ő is megkapta a római birodalmi lovagi rangot.

## Grófi ág
Fia József altábornagy (1733–1803. május 11.) a – 18. század végére igencsak néptelenné és elhanyagolttá vált területet – a gyulai ráta ókígyósi részét választotta lakhelyül. József, aki a török elleni felszabadító háborúkban tanúsított vitézségéért előbb osztrák, majd magyar bárói címet szerzett, 1802-ben pedig grófi rangot kapott, amit leszármazottai is örököltek. Idősebb fia, a kiváló gazdaságszervező és politikus gróf Wenckheim József Antal (1780-1852), akinek dédanyái testvérek voltak (Harruckern Cecília és Johanna). Ókígyóson nagy majorságot létesített. Majd kastélyt építtetett, (ez a kastély felújított állapotban ma igen népszerű turistacélpont) és onnan irányította gazdaságát. Jókai Mór róla mintázta az Egy magyar nábob regényének hősét. A grófnak csak a harmadik házasságából született gyermeke, gróf Wenckheim Krisztina (1849-1924) személyében, aki a gróf 1852-ben bekövetkezett halála után vagyonát örökölte. A jótékonykodásáról híressé vált Krisztina 1872-ben ment feleségül unokatestvéréhez, gróf Wenckheim Frigyeshez és felépíttették a szabadkígyósi kastélyt. Házasságukból hét gyermek született (3 fiú, 4 leány). A gyermekek neveltetése érdekében a házaspár sokat tartózkodott Budapesten ezért ott is építtettek egy palotát, amely 1889-re készült el, amely ma a Fővárosi Szabó Ervin Könyvtárnak ad otthont. A kastélyban a leszármazottak közül Wenckheim József maradt, akinek két fia volt, Dénes Siegfrid és Krisztián. Siegfridet repülőszerencsétlenség érte, Krisztián Nyugatra távozott családjával, s ott is halt meg.

1885-ben gróf Wenckheim Krisztina és férje megvásárolta a Győr vármegyei rárói és zsejkei uradalmakat, a mai Ásványráró területén feküdtek. A család birtokában voltak 1945-ig. 1890-ben lebontatták a rárói kastélyt, 1901-ben bővítették a templomot.

## Bárói ág
A bárói ág alapítója II. Wenckheim József testvére, Xavér Ferenc (1736-1794), akinek unokája Wenckheim Béla, Magyarország miniszterelnöke (1875), és Wenckheim László.

## Az eddig ismert családfa
- Wenckheim Kereszt János oo Goblen Mária Anna
  - I. Wenckheim József Ágost, (†1748), felesége (1730) Harruckern Mária Cecília
    - II. Wenckheim József (1733–1803. szeptember 5., Bécs) felesége Grúber Terézia bárónő (†1801)
      - III. Wenckheim József Antal  altábornagy (1780–1852. december 28.) 1. felesége Klempay Regina, 2. felesége Feicht Anna (†1846), 3. felesége (1847. november 25.) Scherz Krisztina (1825. augusztus 8., Gyula-1849)
        - Krisztina Anna Mária Regina (1848-Ókígyós, 1924. szeptember 19.), férje (1872) Wenckheim Frigyes (1842-1912)
          - Friderika férje Wenckheim Dénes
          - Krisztina (1874-1970) férje gróf Széchenyi Antal (1867-1924)
          - József felesége (1920) Wenckheim Denise
            - Dénes Siegfrid (1921–1943) felesége (1941) Cziráky Tonchette grófnő
              - Beatrix

            - Krisztián
              - Frigyes (*1950)
                - Denise (*1986)
                - Krisztián Tasziló (*1988)

              - Alice (*1953)

          - László (1880) felesége Eleonóra Wood
          - Pál
          - Mária férje gróf Nádasdy Tamás
          - Ilona férje gróf Zichy Alajos

      - Wenckheim Ferenc Szerafin Lipót (1785, Laibach – 1838, Bécs) felesége (1802) erdődi Pálffy Borbála grófnőt (1787–1862)
        - IV. Wenckheim József (1809–1869)
          - József (1809, Gyula – 1869)
          - Károly (1811, Buda -  Gerla, 1891. június 16.) felesége, gróf Radetzky Friderika (Bécs, 1815. december 18.-Graz, 1866. január 1.)
            - Frigyes (1842-1912) felesége, Wenckheim Krisztina Anna Mária Regina (1848-Ókígyós, 1924. szeptember 19.)

          - Antal (1813, Vöröskő – 1864, Bécs) felesége Zichy Maximiliána grófnő (1822, Bécs – 1881, Bécs)
            - István (1858 - 1923) felesége erdődi Pálffy Mária (1863 - 1954)
              - Antal (1891, Nagylévárd - 1978, Lausanne)
                - Henriette (1919, Vajta - 1995, Rose Bay)

              - Margit (1892, Nagylévárd - 1964, Tracy-le-Mont) férje (1913. június 18.) Károlyi József gróf (1884, Budapest - 1934, Budapest)

            - Dénes (1861, Bécs – 1933, Doboz) felesége (1896. február 17.) Wenckheim Friderika grófnő (1873, Budapest – 1957, Algír)
              - Denise
              - Lajos
              - Cecília
              - Friderika

          - Rudolf (1814, Budapest – 1889, Budapest)

    - Xavér Ferenc (1736, Graz-1794. május 11.) felesége Czekelius Karolina (†1827. december 6.)
      - József (1778-1830) 1. felesége (1800) Orczy Anna Mária bárónő (†1802) 2. felesége Orczy Terézia bárónő (1790-1875, Pozsony)
        - Rozália (†1808)
        - Mária (1809 - 1896) férje Kray Nepomuk János
        - Béla (2. házasságból) Magyarország miniszterelnöke (1875)
        - György (†1814)
        - László (1814-1879) felesége Szapáry Franciska
        - Viktor (1815 - 1900) 1. felesége nagyatádi Czindery Mária (1822-1847) Czindery László lánya, 2. felesége gróf nagyapponyi Apponyi Mária (1821-1883)
          - Leontine (1. házasságból) (1841-1921) csillagkeresztes hölgy és palotahölgy férje gróf csíkszentkirály és krasznahorkai Andrássy Aladár (1827–1903) nagybirtokos, honvéd őrnagy
          - Teréz (2. házasságból) (1853-1941) csillagkeresztes hölgy férje gróf Hoyos Miksa (1841-1883), császári kamarás.

        - Paulina (1817 - 1896) férje Dessewfy Emil

      - Karolina (*1781. július 1.) férje Blankestein Lajos Henrik
      - Henrietta (*1790. július 26) férje Kárász Miklós
        - Miklós
        - István
        - Mária
        - Albert
        - Imre
        - Karolina (1810-1890) férje Fejérváry Miklós
          - Miklós (1846-1863)
          - Mária (1847-1849)
          - Celesztina (1849-1903)

      - Franciska (1793-1863. december 2.) férje Festetics Vince
      - Teréz

    - János György

## Kastélyaik
A Wenckheim családnak csak Békés vármegyében 17 kastélya volt.

## Külső hivatkozások
- A Wenckheim család országlása
- wenckheim.hu
- Kígyóshíradó